# Oryctina
Oryctina é um género botânico pertencente à família Loranthaceae.